# Irena Elgas-Markiewicz
Irena Elgas-Markiewicz (ur. 14 października 1921 w Rzeszowie, zm. 16 października 2019) – polska artystka fotograf, dokumentalistka. Członkini Okręgu Krakowskiego Związku Polskich Artystów Fotografików.

## Życiorys
Córka Stanisława Elgasa. Po wybuchu II wojny światowej, od jesieni 1939 działała w konspiracji jako harcerka w Związku Walki Zbrojnej w Rzeszowie. W marcu 1940 została aresztowana przez Gestapo, następnie więziona w Rzeszowie i Tarnowie. 12 września 1940 wywieziona Sondertransportem Tarnów do niemieckiego obozu koncentracyjnego dla kobiet w Ravensbrück (nr obozowy 4569) gdzie była więziona do stycznia 1942. Obóz opuściła dzięki wykupieniu jej przez rodzinę. Po powrocie z obozu włączyła się w konspiracyjną działalność Armii Krajowej jako sanitariuszka i kurierka.
W 1945 ukończyła szkołę fotograficzną (studia w Akademii Górniczo-Hutniczej w Krakowie), związana z małopolskim środowiskiem fotograficznym – w latach 60. XX wieku zajmowała się opracowaniem dokumentacji fotograficznej zamków – m.in. w Baranowie Sandomierskim, Czorsztynie, Łańcucie, Nidzicy. Miejsce szczególne w jej twórczości zajmowała fotografia dokumentacyjna, fotografia dokumentalna, fotografia reportażowa. Od 1952 do 1970 była współpracownikiem Wydawnictwa Arkady. Po ukończeniu Wydziału Architektury UJ w 1952 rozpoczęła pracę w Kierownictwie Odnowienia Zamku Królewskiego na Wawelu. Na Wawelu pracowała do 1989 jako starszy projektant i inspektor nadzoru przy pracach konserwatorskich. 
Irena Elgas-Markiewicz była autorką oraz współautorką wielu wystaw fotograficznych; autorskich i zbiorowych. W 1953 została przyjęta w poczet członków rzeczywistych Związku Polskich Artystów Fotografików (legitymacja nr 170), w którym w latach 1961–1981 pełniła funkcje prezesa i wiceprezesa Zarządu Okręgu Krakowskiego ZPAF. Za twórczość fotograficzną, pracę na rzecz fotografii i opieką nad zabytkami – otrzymała wiele nagród. Fotografie Ireny Elgas-Markiewicz wzięły udział w wystawie Dokumentalistki – polskie fotografki XX wieku, zaprezentowanej w Zachęcie Narodowej Galerii Sztuki, w 2008 roku.
Zmarła 16 października 2019, pochowana 23 października w grobie rodzinnym na cmentarzu Rakowickim (kwatera M-płd-po prawej Ziemiańskiej).

## Ordery i odznaczenia
- Krzyż Oficerski Orderu Odrodzenia Polski[2]

## Wystawy
- Festiwal Sztuk Plastycznych (Sopot 1947);
- Morze (Sopot, Warszawa 1950);
- IV Ogólnopolska Wystawa Fotografiki – Centralne Biuro Wystaw Artystycznych (Warszawa 1954);
- V Ogólnopolska Wystawa Fotografiki – Centralne Biuro Wystaw Artystycznych (Warszawa 1955);
- VI Ogólnopolska Wystawa Fotografiki – Centralne Biuro Wystaw Artystycznych (Warszawa 1956);
- Okręgowa wystawa ZPAF (Kraków 1958);
- Fotografia – Muzeum Archeologiczne (Kraków 1962):
- Człowiek w Polsce Ludowej – Centralne Biuro Wystaw Artystycznych (Warszawa 1963);
- Jubileusz 600-lecia Uniwersytetu Jagiellońskiego (Kraków 1964);
- Człowiek w Polsce Ludowej – Pałac Sztuki (Kraków 1964);
- Konserwacja i odnowa obrazów w Polsce – Wenecja (Włochy 1965);
- Kraków – Moje miasto – Pałac Sztuki (Kraków 1966);
- Wystawa Fotografiki – Pawilon Wystawowy ZPAF (Kraków 1966);
- Fotografia – Galeria Kordegarda (Warszawa 1966);
- Fotografia – KMPiK, BWA (Kraków 1975);
- Dokumentalistki – Zachęta Narodowa Galeria Sztuki (Warszawa 2008)[6];

Źródło.

## Rodzina
Irena Elgas-Markiewicz jest wnuczką Leopoldyny Januszowej – pionierki polskiej fotografii oraz Edwarda Janusza (1850–1914) – rzeszowskiego fotografa. W 2016 powstał film dokumentalny o jej rodzinie, pod tytułem Rzeszowskie janusze – zrealizowany przez Fundację Rzeszowską.